# Podnoszenie ciężarów na Igrzyskach Wspólnoty Narodów 2010
Podnoszenie ciężarów na Igrzyskach Wspólnoty Narodów 2010, odbyło się w dniach 4 – 12 października 2010 w Jawaharlal Nehru Stadium w Nowym Delhi. Oprócz tradycyjnych ciężarów rozegrano również zawody w trójboju siłowym. Tabelę medalową wygrali Nigeryjczycy, którzy sięgnęli po 5 złotych medali, a także 4 srebrne i 5 brązowych krążków. Ciężarowcy z Nigerii zdominowali również zawody w trójboju siłowym, gdzie zdobyli wszystkie możliwe krążki.

## Medaliści

### Mężczyźni
| Konkurencja |                        |                     |                                       |
| ----------- | ---------------------- | ------------------- | ------------------------------------- |
| 56 kg       | Amirul Hamizan Ibrahim | Sukhen Dey          | Valluri Srinivasa Rao                 |
| 62 kg       | Aricco Jumitih         | Naharudin Mahayudin | Anton Sudesh Peiris Kurukulasooriyage |
| 69 kg       | Ravi Kumar Katulu      | Chinthana Vidanage  | Mohd Hafifi Mansor                    |
| 77 kg       | Yukio Peter            | Ben Turner          | Sudhir Kumar Chitradurga              |
| 85 kg       | Simplice Ribouem       | Richard Patterson   | Mathieu Marineau                      |
| 94 kg       | Faavae Faauliuli       | Peter Kirkbride     | Benedict Uloko                        |
| 105 kg      | Niusila Opeloge        | Stanisław Czalajew  | Curtis Onaghinor                      |
| +105 kg     | Damon Kelly            | Itte Detenamo       | George Kobaladze                      |

### Kobiety
| Konkurencja |                         |                             |                      |
| ----------- | ----------------------- | --------------------------- | -------------------- |
| 48 kg       | Augustina Nkem Nwaokolo | Ngangbam Soniya Chanu       | Sandhya Rani Devi    |
| 53 kg       | Marilou Dozois-Prevost  | Onyeka Azike                | Raihan Yusoff        |
| 58 kg       | Renu Bala Chanu         | Seen Lee                    | Zoe Smith            |
| 63 kg       | Obioma Agatha Okoli     | Michaela Breeze             | Marie Josephe Fegue  |
| 69 kg       | Christine Girard        | Janet Marie Georges         | Itohan Ebireguesele  |
| 75 kg       | Hadiza Zakari           | Marie-Ève Beauchemin-Nadeau | Laishram Monika Devi |
| +75 kg      | Ele Opeloge             | Maryam Usman                | Deborah Acason       |

### Trójbój siłowy
| Konkurencja           |                 |                   |                        |
| --------------------- | --------------- | ----------------- | ---------------------- |
| Kat. open – mężczyźni | Yakunu Adesokan | Anthony Ulonnam   | Ikechukwu Obichukwu    |
| Kat. open – kobiety   | Esther Oyema    | Ganiyatu Onaolapo | Osamwenyobor Arasomwan |

## Tabela medalowa
Gospodarz igrzysk został oznaczony kolorem fioletowym.
| Poz. | Państwo       |    |    |    | Łącznie |
| ---- | ------------- | -- | -- | -- | ------- |
| 1    | Nigeria       | 5  | 4  | 5  | 14      |
| 2    | Samoa         | 3  | 0  | 0  | 3       |
| 3    | Indie         | 2  | 2  | 4  | 8       |
| 4    | Australia     | 2  | 2  | 1  | 5       |
| 5    | Malezja       | 2  | 1  | 2  | 5       |
| 5    | Kanada        | 2  | 1  | 2  | 5       |
| 7    | Nauru         | 1  | 1  | 0  | 2       |
| 8    | Nowa Zelandia | 0  | 2  | 0  | 2       |
| 9    | Sri Lanka     | 0  | 1  | 1  | 2       |
| 10   | Szkocja       | 0  | 1  | 0  | 1       |
| 10   | Walia         | 0  | 1  | 0  | 1       |
| 10   | Seszele       | 0  | 1  | 0  | 1       |
| 13   | Anglia        | 0  | 0  | 1  | 1       |
| 13   | Kamerun       | 0  | 0  | 1  | 1       |
|      | Łącznie       | 17 | 17 | 17 | 51      |